# Linden Airport
Linden Airport är en flygplats i Guyana. Den ligger i regionen Upper Demerara-Berbice, i den centrala delen av landet, sydost om Linden. Linden Airport ligger 57 meter över havet.
Terrängen runt Linden Airport är platt. I omgivningarna runt Linden Airport växer i huvudsak städsegrön lövskog.